# WebLOAD
WebLOAD — инструмент для нагрузочного тестирования, тестирования производительности или веб-приложений для стресс-тестирования. Этот веб-и мобильный инструмент для нагрузочного тестирования и анализа от RadView Software. Инструмент нагрузочного тестирования WebLOAD объединяет производительность, масштабируемость и целостность как единый процесс проверки веб- приложений и мобильных приложений. Он может моделировать сотни тысяч одновременно работающих пользователей, позволяя тестировать большие нагрузки и сообщать о узких местах, ограничениях и слабых местах в приложении.
Используя многопротокольную поддержку, WebLOAD моделирует трафик сотен тысяч пользователей и предоставляет аналитические данные о том, как приложение ведет себя под нагрузкой. WebLOAD отслеживает и включает статистику по различным компонентам тестируемой системы: серверам, серверу приложений, базе данных, сети, балансировщику нагрузки, брандмауэру и т. д., а также может отслеживать соответствие соглашения об уровне обслуживания конечного пользователя и соглашения об уровне обслуживания (SLA) в производственные среды.